# Wijken en buurten in Haarlem
De gemeente Haarlem kent 5 stadsdelen en telt sinds 2016 21 wijken welke weer zijn onderverdeeld in een groot aantal buurten.

## Wijken en buurten

### Centrum
Oude Stad
- Stationsbuurt
- Binnenstad
- Bakenes
- Burgwal
- Vijfhoek
- Heiliglanden

### Zuid-West
Zijlwegkwartier
- Garenkokerskwartier
- Hasselaersbuurt
- Leidsebuurt-oost
- Leidsebuurt-west

Haarlemmerhoutkwartier
- Bosch en Vaart
- Florapark
- Haarlemmerhout
- Koninginnebuurt
- Rozenprieel-noord
- Rozenprieel-zuid
- Welgelegen
- Zuiderhout

Houtvaartkwartier
- Geschiedschrijversbuurt
- Natuurkundigenbuurt-oost
- Natuurkundigenbuurt-west
- Van Galenbuurt
- Zeeheldenbuurt

Duinwijk
- Bloemenbuurt
- Oosterduin
- Ramplaankwartier
- Tuinbouwgebied-noord
- Tuinbouwgebied-zuid
- Veldzigt

### Oost
Amsterdamsewijk
- Cremerbuurt
- Oude Amsterdamsebuurt
- Potgieterbuurt
- Van Zeggelenbuurt

Parkwijk
- Architectenbuurt
- Buitengebied Zuiderpolder
- Kunstschildersbuurt
- Reinaldapark
- Zuiderpolder-Noord
- Zuiderpolder-Zuid

Slachthuiswijk
- Componistenbuurt
- Karolingenbuurt
- Kruistochtbuurt
- Verzetsliedenbuurt

Waarder- en Veerpolder
- Schoteroog en Veerpolder
- Sportliedenbuurt
- Waarderpolder

### Noord
Delftwijk
- Schrijversbuurt
- Van Schendelbuurt
- Rivierenbuurt

Indische wijk
- Medanbuurt
- Nieuw-Guineabuurt
- Weltevredenbuurt
- Molukkenbuurt
- Soendabuurt

Spaarndam
- Oude Spaarndammerpolder
- Oud Spaarndam

Ter Kleefkwartier
- Bomenbuurt-west
- Bomenbuurt-oost
- Schoterveenpolder
- Kweektuinbuurt
- Kleverpark-noord
- Kleverpark-zuid
- Ripperdabuurt

Te Zaanenkwartier
- Noorderhout
- Schotervlieland
- De Krim
- Sinnevelt
- Planetenbuurt
- Burgemeesterskwartier
- Sterrenbuurt

Transvaalwijk
- Generaalsbuurt
- De Goede Hoop
- Nelson Mandelabuurt
- Frans Halsbuurt
- Patrimoniumbuurt

Vogelenwijk
- Nachtegaalbuurt
- Meeuwenbuurt
- Dietsveld
- Spaarndammerpolder-zuid

Vondelkwartier
- Van der Aart sportpark
- Hekslootpolder
- Roemer Visscherbuurt
- Muiderkring
- Van Aemstelbuurt

### Schalkwijk
Europawijk
- Romolenpolder-west
- Kruidenbuurt
- Landenbuurt
- Schoolenaer
- De Eenhoorn
- Stedenbuurt-oost
- Stedenbuurt-west

Boerhaavewijk
- Romolenpolder-oost
- Boerhaavevaart
- Geleerdenbuurt
- Professorenbuurt
- Poelpolder-Noord
- Geneesherenbuurt

Molenwijk
- Zuid-Schalkwijkerweg
- Hondsbos-Dever
- Waddenbuurt
- Ellertsveld
- De Burgen
- Saeftinge-Nemelaar
- Molenplas

Meerwijk
- Winkelcentrum Schalkwijk
- Spijkerboorbuurt
- Nobelprijsbuurt
- Poelpolder-Zuid
- Archimedesbuurt
- Erasmusbuurt
- Meerwijkplas